# David A. Huffman
David A. Huffman (9 agosto 1925 – 7 ottobre 1999) è stato un informatico statunitense.
Durante la sua vita, Huffman ha dato contributi significativi allo studio delle macchine a stati finiti, dei circuiti di commutazione, nelle procedure di sintesi e nella progettazione dei segnali. Tuttavia, David Huffman è più noto per la leggendaria Codifica di Huffman, un algoritmo di compressione per la codifica lossless (senza perdita di dati) di lunghezza variabile. È il risultato di una tesi scritta quando era dottorando presso il MIT nel 1953.
La "Codifica di Huffman" è utilizzata in ogni applicazione che coinvolge la compressione e la trasmissione dei dati digitali, quali ad esempio fax, modem e reti informatiche.

## Biografia
Nativo dell'Ohio, si è laureato (Bachelor of Science) all'età di 18 anni in ingegneria elettronica presso l'Ohio State University nel 1944. Ha prestato servizio presso la Marina Americana come ufficiale di manutenzione dei radar ed ha contribuito alla bonifica dalle mine delle acque cinesi e giapponesi dopo la seconda guerra mondiale. In seguito ha completato gli studi (Master of Science) nel 1949, sempre presso l'Ohio State University. Nel 1953 ha ottenuto il dottorato presso il MIT.
Nel 1967, è andato all'università di California, Santa Cruz come fondatore della facoltà di informatica. Ha svolto un ruolo importante nello sviluppo dei programmi accademici ed ha insegnato dal 1970 al 1973. È andato in pensione nel 1994, ma è rimasto attivo come professore emerito, insegnando in corsi di teoria delle informazioni ed analisi dei segnali.
Huffman ha contribuito anche in altre aree, compreso la teoria delle informazioni, le procedure di progettazione per i circuiti logici asincroni e la progettazione di segnali per radar ed i sistemi di comunicazione. Ha inoltre contribuito all'analisi delle proprietà matematiche degli origami.
Le realizzazioni di Huffman gli hanno portato numerosi premi ed onorificenze. Tra questa vanno ricordate quelle dell'IEEE come il Computer Pioneer Award ed il Golden Jubilee Award.
David Huffman è morto nel 1999 all'età di 74 anni dopo una battaglia di dieci mesi contro il cancro. Ha lasciato la moglie Marilyn Huffman, di Santa Cruz; la sua ex moglie, Jane Ayres Huffman; i loro tre figli, Elise, Linda e Stephen Huffman.